# Setodes furcatulus
Setodes furcatulus är en nattsländeart som beskrevs av Martynov 1935. Setodes furcatulus ingår i släktet Setodes och familjen långhornssländor. Inga underarter finns listade i Catalogue of Life.